# Arthrocnemum littoreum
Arthrocnemum littoreum är en amarantväxtart som beskrevs av Charles Edward Moss. Arthrocnemum littoreum ingår i släktet Arthrocnemum och familjen amarantväxter. Inga underarter finns listade i Catalogue of Life.